# Kitty Hayes
Kitty Hayes (1928 - 17 mei 2008) was een bekende concertina-speelster uit Shanaway, Milltown Malbay, County Clare, Ierland.
Kitty Smith werd geboren in het townland Fahanlunaghta, nabij Lahinch. Zij was de dochter van Peter Smith, een lokaal bekende concertina-speler. Kitty startte reeds op jonge leeftijd met het bespelen van de concertina, aangetrokken door de muziek van haar vader. Toen zij de basis onder de knie had, kreeg zij van haar vader haar eigen concertina. Daarmee ging zij spelen op lokale dansavonden (Céilidh).
Op een van deze céilí ontmoette zij de tinwhistle- en dwarsfluitspeler Josie Hayes, die ook deel uitmaakte van de Laichtín Naofa Céilí Band. Zij trouwden later en stichtten een gezin met zeven kinderen. Josie stierf in 1992.
Kitty Hayes speelde vaak in de thans gesloten Gleeson's Pub in Coore, met vioolspelers als Junior Crehan, Paddy Galvin en Michael Downes.

## Cd's
- Kitty Hayes: A touch of Clare[3]
- Kitty Hayes en Peter Laban: They'll be good yet[4][5]

Verzamelalbum
- Around the Hills of Clare[6]
- Keepers of Tradition Concertina players of County Clare[7]

Herdenkingsalbum
- Kitty Hayes Remembered[8]